# カートランドアメリカムシクイ
カートランドアメリカムシクイ（Dendroica kirtlandii）は、スズメ目アメリカムシクイ科に分類される鳥類。

## 分布
アメリカ合衆国、イギリス（タークス・カイコス諸島）
夏季にウィスコンシン州やミシガン州で繁殖し、冬季になるとタークス・カイコス諸島へ南下し越冬する。

## 形態
全長14-15センチメートル。翼開張20センチメートル。背に黒い縦縞が入る。眼の上下に三日月状の白い斑紋が入る。
嘴は黒い。
卵の殻は白く褐色の斑点が入る。
オスの成鳥は上面の羽衣が青灰色で、頭部に黒い縦縞が入り眼先も黒い。下面の羽衣は黄色で、体側面に黒い斑紋が入る。メスの成鳥は頭部に縦縞が入らず、眼先も黒くない。また頸部側面や胸部に黒い斑紋が入る。

## 生態
繁殖地では樹高2-4メートルのバンクスマツからなる低木林、越冬地ではカリビアマツからなる森林や広葉樹林、低木林に生息する。越冬地では他種と混群を形成する。
食性は雑食で、昆虫、果実、樹液を食べる。地表や樹上で採食を行う。
繁殖形態は卵生。植物で隠れた木の根もとの窪みに草や枯れ葉、コケ、獣毛などを組み合わせたお椀状の巣を作り、1回に3-6個（主に4個）の卵を産む。メスのみが抱卵し、抱卵期間は13-15日。コウウチョウに托卵されることもある。雛は孵化してから9日で巣立つ。

## 人間との関係
バンクスマツの低木林は山火事のあとにできるため森林管理による山火事の減少、コウウチョウによる托卵の増加などにより生息数は減少した。繁殖地の森林で人為的に山火事の後の状況を再現したり、コウウチョウの駆除、環境教育やエコツーリズムといった啓蒙活動などの保護対策が進められている。一方で越冬地での生息地の破壊も懸念されている。繁殖地での1987年における囀るオスの生息数は167羽、1994年における囀るオスの生息数は633羽、1999年における囀るオスの生息数は903羽と推定されている。

## 画像

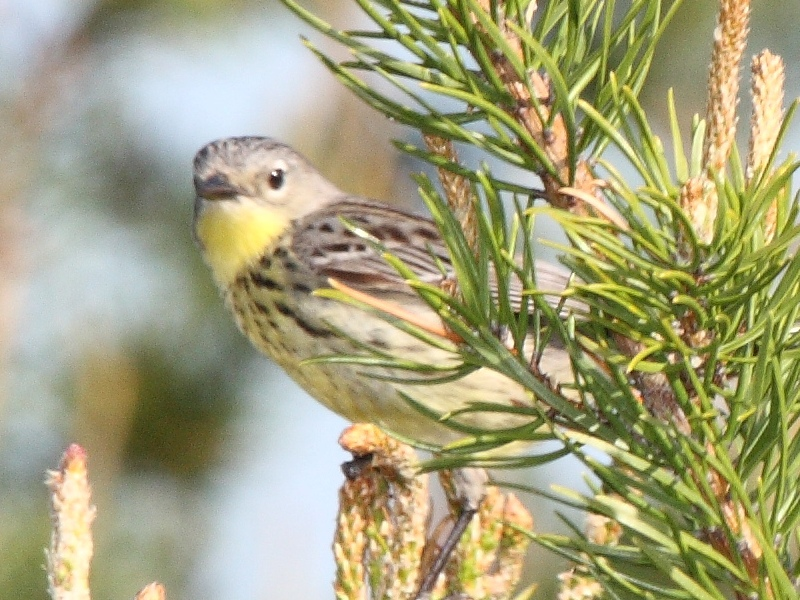
メス